# ヴァルカン (ロケット)
ヴァルカン (Vulcan) は、ユナイテッド・ローンチ・アライアンス (ULA) が開発・運用する大型ロケット（ローンチ・ヴィークル）である。従来のアトラスVやデルタIVの後継機と位置づけられており、2024年1月に初めて打ち上げられた。

## 設計
ヴァルカンは二段式の液体燃料ロケットである。本体のみの最小構成で低軌道に10t、固体ロケットブースター (SRB) を使用する最大構成で27tの打ち上げ能力を持つ。ULAが運用するアトラスVとデルタIVの後継となることが企図されている。
ロケットの1段目には、エンジンに液体メタン/液体酸素を燃料とするブルーオリジン社の新型エンジンBE-4を採用している。一方で、2段目にはアトラスVから続くセントールの改良型のセントールVを採用しており、燃料も液体水素/液体酸素となっている。
SRBの本数は無しから6本までの構成が想定されており、フェアリングのショート/ロングと合わせて、VC2S（ヴァルカン・セントールのSRBが2本でショートフェアリング）やVC6L（ヴァルカン・セントールのSRBが6本でロングフェアリング）のように記述される。
アメリカ政府の国家安全保障輸送プログラム (NSSL) に合致するよう設計されており、軍事衛星や惑星探査機の打ち上げに使うことが見込まれている他、民間の商業衛星の打ち上げも計画されている。

## 歴史

### 背景
ULAは2006年の設立以来、10年にわたり、複数の打上げ機の概念を検討してきた。アメリカ政府から予算を獲得するため、アトラスとデルタを基にした多様な派生型の概念が提案されていたが、どれも予算がつかずに概念の域を超えなかった。
2014年初頭のウクライナ危機を受けて、アメリカ合衆国政府は地政学的・政治的な懸念から、ULAに対してアトラスVの第1段に使用されているロシア製のRD-180エンジンの換装に向けた検討を促した。2014年6月にULAは公式に複数のアメリカのロケットエンジン供給会社と調査の契約を交わした。また、ULAは自らの牙城でありアメリカの国家安全保障の枢要たる軍用衛星打上げ市場へのスペースX社の参入に直面しており、2014年7月以降アメリカ合衆国議会との間でRD-180エンジンの将来の使用見通しについて議論を進めた。
2014年9月にULAはブルーオリジンとRD-180を換装する目的で新しい1段目に使用するBE-4液体酸素/メタンエンジンの開発で協力する事を発表した。ブルーオリジンがエンジン開発に着手してから既に3年経過しており、ULAは新しいブースターとエンジンの2019年以降の打上げ開始を期待すると述べた。推力2,400kNの2基のBE-4エンジンが新型の打ち上げ機に搭載される予定である。
2014年10月にULAは打上げ費用を半減させるために会社の抜本的な再編を実施する事を発表した。再編と新たな費用低減目標の理由の一つはスペースXとの宇宙打上げ市場競争である。ULAはアトラスVの打上げ費用を半減するアトラスV後継機の開発に向け、2014年末に既存のアトラスVとデルタIVの技術を取り入れた設計概念の計画を策定した。再編の努力の一環として、新しい打上げ機のためにブルーオリジンのBE-4を代替エンジンとして共同開発すると表明された。
ULAは2014年10月の時点では後継機の概念を「次世代打上げシステム」としており、2014年末から2015年初頭にかけて作成された資料ではこの名前が用いられた。

### 発表
2015年4月13日にCEOのトーリー・ブルーノは第31回宇宙シンポジウムで新型のTSTOロケットである新しいULAの打上げ機をヴァルカン (Vulcan) として公表した。ヴァルカンの名称はオンライン投票によって選ばれたが、既に商標を有していたVulcan Inc.はその旨をULAに通知した。2015年4月24日現在ではまだ新型打上げ機の受注はなく、最初の打上げは2019年を予定していた。
ULAは漸進的アプローチで機体と技術を開発した。1段目はデルタIVの胴体直径と製造工程を基本として2基のBE-4エンジンを使用している。ULAはエアロジェット・ロケットダイン製のAR-1エンジンを選択肢として保留しており、最終的な決定は2016年の予定であった。1段目は1本から6本の固体ロケットブースタ (SRBs) を備える予定で最大仕様での打上げ重量はアトラスVの最大機種よりも重いが、それでもなおデルタ IV ヘビーには及ばない。後期には1段目を部分的に再使用する計画である。ULAはエンジンを停止後に機体から切り離して空力加熱から保護し、パラシュートで降下させてヘリコプターで回収するための技術を開発する予定である。2015年4月、ULAは再使用可能エンジンを採用する事で1段目の費用を90%、1段目の製造費を65%低減できると試算した。
初期のヴァルカンはアトラスVの上段ロケットを改良・大型化した、RL-10-Cエンジンを搭載したセントールVを使用する。先進極低温発展ステージ (ACES) と称する先進的な極低温上段は2010年代末に開発完了予定の概念計画であった。ACESは推進剤として液体酸素/液体水素を使用する1基から4基のロケットエンジンを装備する予定である。この上段には軌道上での寿命を1時間から1週間に延長するIntegrated Vehicle Fluids技術が含まれる予定である。2019年にはACESの実現時期は未定とされた。
ULAはおよそ1億6400万ドル（2015年現在）から、2021年まで1億ドル程度で販売されてきたアトラスVを原型とした「ベアボーン ヴァルカン」を半額で販売する事を目標としている。 より重い衛星のために補助ロケットの本数を増やすと値段も高騰する見込みである。
2015年5月にULAのCEOは潜在的な3コア打上げ機である静止トランスファ軌道へ23,000 kgの打上げ能力を有するヴァルカン ヘビーを公開したが、ACES上段を備える単一コアのヴァルカン 561では同軌道に15,100 kgの打ち上げ能力を有する予定である。

### 開発の遅延から初打ち上げ
2019年8月ULAは、NASAのISSへの無人物資補給ミッションで、ドリームチェイサーの打上げをヴァルカンで最低6回行う契約をシエラ・ネヴァダ・コーポレーションと結んだ。
2022年中に、Astrobotic Technologyが開発中の月着陸船ペレグリンをヴァルカンで打上げる予定であったが延期された。
2022年4月、ULAとAmazon.comは、ヴァルカンで「プロジェクト・カイパー」の低軌道衛星を38回打ち上げる契約したとを発表した。その後、47回の打ち上げに増加させた。
2022年10月18日、ULAのCEO, Tory Brunoが、2基目のBE-4を受け取ったことをTweetした。しかし、2023年6月30日のBE-4試験燃焼中に爆発事故を起こしために、打ち上げ時期が未定となっていた。
初打ち上げは、2023年11月に同年12月24日予定とされたが延期され、2024年1月8日に月着陸船Peregrine Mission Oneが打ち上げられた。

## 打ち上げ履歴
| No | 打ち上げ日時 (UTC)                                     | 構成 | 射場                              | 積荷                                          | 積荷の 重量 | 軌道             | 荷主                                          | 成否 |
| -- | ------------------------------------------------------ | ---- | --------------------------------- | --------------------------------------------- | ----------- | ---------------- | --------------------------------------------- | ---- |
| 1  | 2024年1月8日 07:18                                     | VC2S | CCSFS SLC-41                      | Peregrine Mission Oneなど                     | 1,283kg     | TLI 太陽周回軌道 | アストロボティック・テクノロジー セレスティス | 成功 |
| 1  | ミッション名 Certification-1。ヴァルカンの初打ち上げ。 |      |                                   |                                               |             |                  |                                               |      |
| 2  | 2024年10月4日 11:25                                    | VC2S | CCSFS SLC-41                      | ダミー                                        | 1,500kg     | 太陽周回軌道     | VULCAN LAUNCHES SECOND CERTIFICATION MISSION  | 成功 |
| 3  | 2025年8月12日                                          | VC4S | CCSFS SLC-41                      | USSF-106                                      | 11,693kg    | 静止軌道         | アメリカ宇宙軍                                | 成功 |
| 4  | 2025年第3四半期                                        | VC4S | CCSFS SLC-41                      | USSF-87 GSSAP 7 & 8                           | 11,693kg    | 静止軌道         | アメリカ宇宙軍                                | 計画 |
| 5  | 2025年第3四半期                                        | VC6L | CCSFS SLC-41                      | KV-01                                         |             | 地球周回軌道     | カイパーシステムズ                            | 計画 |
| 6  | 2025年第4四半期                                        | VC2S | CCSFS SLC-41                      | GPS III SV09                                  |             |                  | アメリカ宇宙軍                                | 計画 |
| 7  | 2025年                                                 | VC4L | CCSFS SLC-41                      | CRS SNC-1 ドリームチェイサー・カーゴ システム | 5,000kg     |                  | シエラ ネバダ コーポレーション                | 計画 |
| 8  | 2025年                                                 |      | ヴァンデンバーグ宇宙軍基地 SLC-3E | NROL-83                                       |             | 太陽同期軌道     | NRO                                           | 計画 |

※2回目の打ち上げはドリームチェイサーが搭載される予定だったが開発遅延によりダミーが搭載された。ロケット本体については上昇中に1本のSRBが破損したが、その他のエンジンを通常より長く燃焼させたことで速度を補い、成功となった。